# زن و سگ
زن و سگ (انگلیسی: Wife & Dog) یک فیلم درام آمریکایی در حال ساخت به نویسندگی و کارگردانی گای ریچی با بازی بندیکت کامبربچ، رزمند پایک، آنتونی هاپکینز، کوسمو جارویس، جیمز نورتون، پدی کانسیداین و پیپ تورنس است.

## ساخت
فیلمبرداری در فوریه ۲۰۲۵ در بریتانیا آغاز شد.